# Олександр Беркман

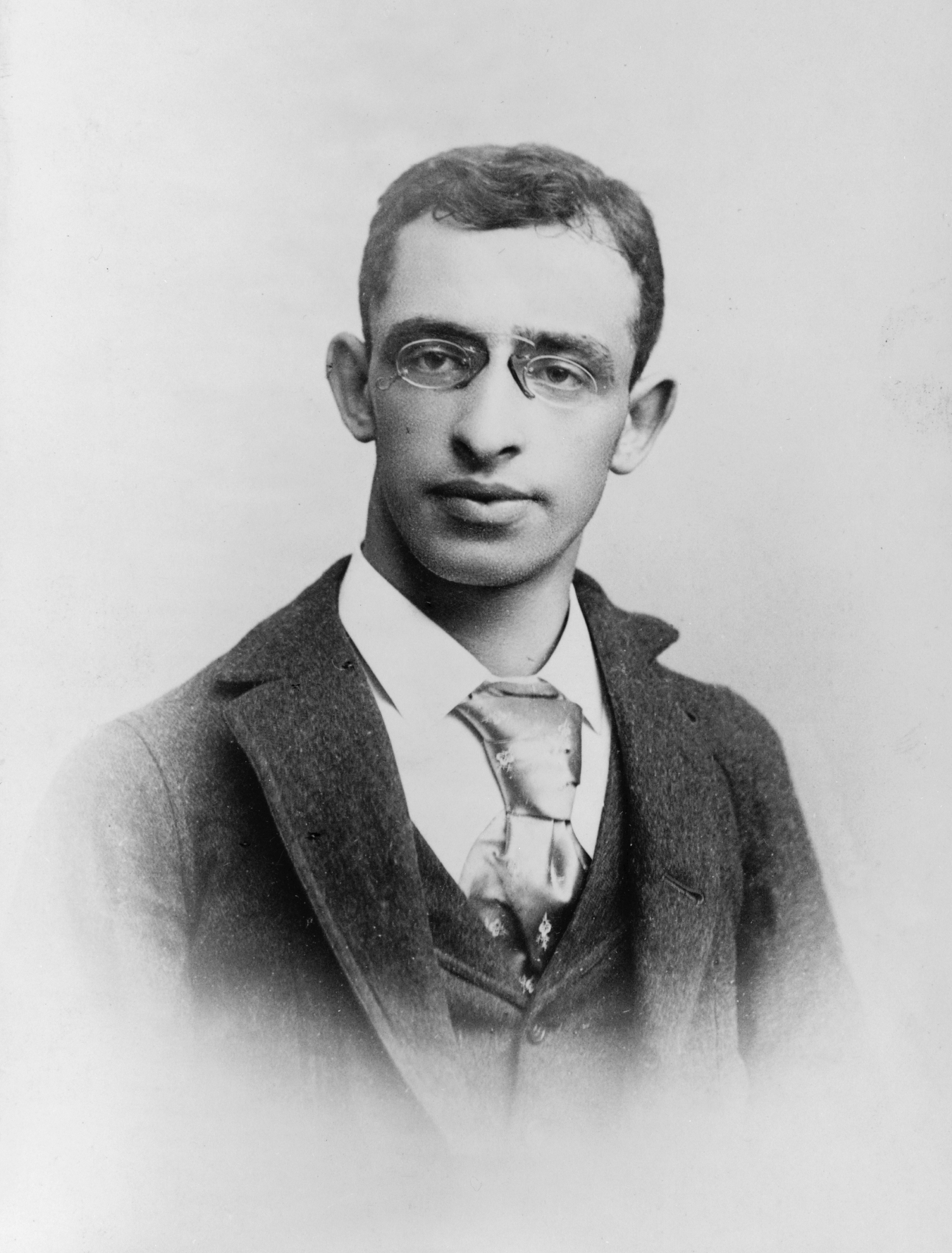
Олександр Беркман

Олександр Беркман (нар. 21 листопада 1870, Вільна — пом. 28 червня 1936, Ніцца) — одна з найбільших фігур інтернаціонального анархічного руху кінця XIX — початку XX століть. Відомий за свою політичну активність і письменницьку діяльність. Брав участь в анархічному русі США, Росії, Німеччини та Франції.

## Біографія
Беркман народився у Вільнюсі та іммігрував до США у вісімнадцятирічному віці в 1888 році. Жив у Нью-Йорку, де і був залучений в анархістський рух, потрапивши під вплив Йогана Моста. Був закоханий у анархістку Емму Голдман і був їй другом одним все життя. У 1892 році Беркман спробував убити бізнесмена Генрі Клея Фріка в знак пропаганди своєї діяльності. Хоч Фрік і вижив в результаті замаху на його життя, Беркман відсидів 14 років у в'язниці. Його тюремний досвід є основою першої книги «Тюремні спогади анархіста».
Після виходу з в'язниці Беркман був редактором анархістського журналу Гольдман «Мати Земля» і створив свій власний журнал «Вибух». У 1917 році Голдман і Беркман були засуджені до 2 років в'язниці за антивоєнну діяльність. Після звільнення були заарештовані — разом з сотнями інших людей і депортовані до Росії. Спочатку прихильний до більшовицької революції, Беркман швидко висловив свою опозицію радянському насильству і репресіям. У 1925 році він опублікував книгу, що базувалася на його досвіді «Більшовицький міф».
Поки Беркман жив у Франції, він продовжував працювати на підтримку анархістського руху, створюючи класичну виставку анархістських принципів «Зараз і далі: Азбука анархо-комунізму». Страждаючи від хвороб, Беркман покінчив із собою в 1936 році.